# Дрењарски систем
Дрењарски систем је пећински систем дужине 3.731m, денивелације 103m на Џевринској греди, у атару села Киломе.
Постоје три улаза у систем пећинских канала: Танџановића понор (345 м.н.в.) и Пети понор (330 м.н.в.) са западне стране брда Велики Дрењар, те Антонијевића понор (360 м.н.в.) са источне стране Великог Дрењара. Канали свих понора спајају се у унутрашњости кречњачког масива и главни канал наставља у правцу севера, ка извору Бигар и сливу Велике реке. Вода протиче само кроз сегменте канала. 
Пећински систем обилује механичким седиментима. Канали су местимично испуњени наносом, тако да је кретање спелеолога могуће једино пузањем. Не препоручује се улазак у пећину без спелеолошке обуке.